# Philosophie pratique d'Emmanuel Kant
 (juin 2025).
Si vous disposez d'ouvrages ou d'articles de référence ou si vous connaissez des sites web de qualité traitant du thème abordé ici, merci de compléter l'article en donnant les références utiles à sa vérifiabilité et en les liant à la section « Notes et références ».
La philosophie pratique d'Emmanuel Kant désigne la philosophie édifiée par l'usage de la raison pratique, par contraste avec l'usage de la raison théorique, qui faisait l'objet de la Critique de la raison pure. La philosophie pratique englobe ainsi aussi bien la philosophie morale que la philosophie politique ou la philosophie du droit. Kant expose celle-ci principalement dans les Fondements de la métaphysique des mœurs et dans la Critique de la raison pratique, mais également dans d'autres opuscules, tels que Du prétendu droit de mentir par humanité, Théorie et pratique ou Qu'est-ce que les Lumières ?. La philosophie pratique kantienne est indissociable de sa théorie de la connaissance exposée dans la première Critique, bien qu'il y ait une tension et une évolution dans la pensée de Kant entre les trois Critiques.  La Critique de la raison pratique a pour objet les questions « que dois-je faire ? » et « que puis-je espérer ? ». 
L’articulation entre la philosophie théorique et la philosophie pratique est la suivante. Le seul usage légitime des concepts de la métaphysique est un usage rendu légitime dans le cadre de la morale. En effet, bien que les noumènes nous soient rendus inconnaissables par la critique de la connaissance, ils jouent un rôle régulateur et par là même indispensable dans la constitution de l'agent moral. Dans la Critique de la raison pure Kant ne fait qu’évoquer cette idée. Il l'explicite et la fonde dans la Critique de la raison pratique. Le devoir moral est par nature inconditionnel (c’est l'impératif catégorique, déjà présenté dans les Fondements de la métaphysique des mœurs ). Il est impensable sans les concepts métaphysiques ou problématiques de liberté, d’immortalité de l’âme et de Dieu.

## La morale kantienne
La morale kantienne atteint sa forme définitive dans la période critique, et est exposée principalement dans deux ouvrages fondamentaux : les fondements de la métaphysique des mœurs (1785) et la Critique de la raison pratique (1788). Kant définit la morale comme la partie de la philosophie qui s’occupe des lois d’après lesquelles tout doit arriver (loi morale), et non selon lesquelles tout arrive effectivement (lois de la nature).
On peut noter une double influence subie par Kant : d’une part, l’influence du christianisme, et plus particulièrement du piétisme (que lui a inculqué sa mère) lui fournit l’idée que la morale est avant tout affaire de pureté de motifs et de rectitude du vouloir. D’autre part, Rousseau lui révèle dans l’Emile une idée fondamentale : « nous pouvons être homme sans être savant », ce qui signifie que la vertu n’est affaire ni de science, ni de connaissance.
Mais la morale de Kant est irréductible à toute autre morale, en ceci que, comme pour la raison spéculative, Kant cherche les conditions a priori de la morale, qui le conduiront à affirmer l’autonomie de la volonté et la liberté transcendantale. L’objectif de Kant est donc d’ « élaborer une bonne fois une philosophie morale qui serait complètement expurgée de tout ce qui ne peut être qu’empirique et appartient à l’anthropologie ».

### La doctrine de la volonté bonne (volonté du Bien)
L’analyse kantienne part d’un fait de la raison : nous ne savons pas — et ne pouvons pas savoir — si une action morale (ou purement morale) a jamais été réalisée par l’homme depuis que le monde est monde, mais le jugement moral en lui-même ne fait aucun doute : la conscience commune sait juger du bien et du mal. Dès lors, l’entreprise de Kant est plus théorique que normative : elle doit expliquer le principe du jugement de moralité. D’où la phrase de Kant : « Il n’est besoin ni de science ni de philosophie pour savoir ce qu’on a à faire, pour être honnête et bon, même sage et vertueux ».
En examinant la conscience morale commune, Kant dégage le fait que rien n’est « bon » en soi, dans le monde, hormis une volonté bonne. Cette volonté bonne  est définie en dehors de toute considération des buts de l’action (elle doit être bonne en elle-même), elle ne dépend pas des résultats de l’action (ce qui montre l’opposition de la morale kantienne et des morales utilitaristes ou conséquentialistes). La volonté est dite bonne si et seulement si elle obéit à une loi ou maxime commandée par la seule raison (représentation d'une loi morale suscitant l'adhésion par respect), et non par la sensibilité (les penchants égoïstes). En effet, selon Kant, les facultés humaines se divisent entre la sensibilité d’une part, qui est toujours liée à l’égoïsme et à l’amour de soi, et la raison d’autre part. La volonté bonne, qui doit être bonne en soi, donc indépendamment de toute inclination sensible (désir, penchant), doit donc être purement rationnelle.
On peut dégager deux résultats importants de cette idée. Le premier, c’est que la morale est liée à la rectitude du vouloir (une action est dite « bonne » ou « morale » si elle est décidée par pure représentation de la loi morale). Il s'agit donc d'une morale de l'intention (déontologie). Le deuxième, c’est que la raison n’est pas conformée en vue du bonheur. Kant donne deux arguments pour défendre cette idée : le premier, c’est que si la nature avait voulu assurer notre bonheur, elle aurait pu nous doter d’un instinct infaillible, ajustant systématiquement notre comportement à l’obtention du bonheur (ce qui n'est évidemment pas le cas). Le second, c’est que la raison a plutôt tendance à nous éloigner du bonheur : d'où le penchant de certains à tomber dans une forme de misologie, qui peut nous rappeler Rousseau : en sortant de l’état de nature, et en optant pour la raison plutôt que pour l’instinct, l’homme multiplie ses besoins et s’éloigne du bonheur (la lucidité le rend insatisfait). La raison doit donc avoir une fin plus haute et plus noble que d’assurer notre bonheur : cette fin, c’est la moralité, le respect du devoir et de la loi morale.
Kant définit le devoir comme « la nécessité d’accomplir une action par respect pour la loi ». La loi morale s’impose à tout être raisonnable, et donc aussi bien à l’homme qu’à une volonté sainte. Il faut distinguer l’action légale, qui est seulement conforme au devoir, de l’action morale, accomplie par seul respect pour le devoir, c'est-à-dire indépendamment de tout intérêt pris par l’agent. La condition qui permet in fine de définir un acte moral est qu'il soit accompli par devoir, et non par intérêt. Chez l’homme, la loi prend ainsi la forme d’un devoir, d’une contrainte : le devoir naît du heurt entre la volonté bonne et les tendances (c’est-à-dire les inclinations sensibles), la première s'opposant souvent aux secondes. La loi morale rencontre donc chez l’homme des entraves subjectives : bien que certaines actions soient objectivement nécessaires (imposées par la loi), elles demeurent subjectivement contingentes (la volonté humaine n’est pas sainte, l’homme peut ne pas respecter la loi). Chez l’homme, la loi prend alors la forme d’un impératif.

### L’impératif catégorique
Kant distingue les impératifs en usant de sa classification des jugements : il existe trois types de jugements : les jugements problématiques, dont l’affirmation ou la négation est seulement possible, les jugements assertoriques, dont l’affirmation ou la négation est réelle, et les jugements apodictiques dont l’affirmation ou la négation est nécessaire. Il en déduit trois impératifs : 
- les impératifs de l’habileté, qui sont problématiquement pratiques et fournissent des règles de l’habileté. Ils font tendre la volonté vers des fins seulement possibles, comme peut en fournir la science par exemple.
- les impératifs de la prudence, qui sont assertoriquement pratiques, et fournissent des conseils de la prudence. Ils tendent vers des fins réelles, comme la recherche du bonheur. En effet, Kant dit du bonheur que « tous se le proposent effectivement en vertu d’une nécessité naturelle », et que cette fin « fait partie de leur essence ». Kant accorde donc aux utilitaristes et aux moralistes que l'égoïsme et la recherche du bonheur sont des tropismes naturels. Mais la morale ne peut se fonder sur cette recherche du bonheur, car sa recherche constitue seulement une universalité de fait (ce qui est) et non de droit (ce qui doit être). Or la morale doit être fondée dans toute sa pureté, sans y laisser demeurer de scories empiriques.
- l’impératif moral, qui est apodictiquement pratique, et fournit des commandements. L’action morale est nécessaire en elle-même, en soi, sans rapport à un but quelconque.

Les deux premiers sont dits hypothétiques : ils commandent la volonté, mais dépendent de la sensibilité (par la fin, choisie par cette dernière). Au contraire, l’impératif moral est catégorique : il commande la volonté sans rapport à aucune fin, il est donc purement formel et se pose à la volonté de façon inconditionnée et indépendamment de tout contenu (c’est le formalisme kantien). On retrouve ici la définition de la raison comme exigence d’universalité et de non-contradiction logique.
En définissant la maxime d’une action comme la règle subjective déterminant la volonté d’un être raisonnable — qui peut être contraire à la loi morale — Kant aboutit à la « formule mère » de l’impératif catégorique :
« Agis de telle sorte que la maxime de ta volonté puisse toujours valoir en même temps comme principe d’une législation universelle ».
Il doit donc y avoir conformité de la maxime de la volonté à la loi : dans l’action immorale, notre volonté se nie elle-même (contradiction logique interne). Pour Kant, mal agir c’est vouloir pour soi ce que l’on ne veut pas universellement, c’est vouloir se mettre à l’état d’exception.
À partir de cette formule, Kant tire trois formules dérivées :
« Agis comme si la maxime de ton action devait par ta volonté être érigée en loi de la nature »
Ici, il ne s'agit pas de la nature empirique, mais d'une nature formelle comprise comme système d'objets obéissant à des lois universelles et nécessaires.
« Agis de façon à traiter l’humanité, aussi bien dans ta personne que dans la personne des autres, toujours en même temps comme une fin, et jamais simplement comme un moyen »
Ici, la fin dont parle Kant n'est pas une fin à réaliser (ce qui ruinerait le formalisme kantien) mais une fin à respecter. La personnalité se confond avec la loi morale, et c'est la loi morale qu'il faut respecter chez soi et chez autrui.
« La législation universelle de la conduite, c’est la volonté de l’être raisonnable qui doit en être la législatrice »
Ces trois formules expriment le même impératif catégorique, mais elles montrent respectivement l’unité de la forme de la volonté pour la première, la pluralité des fins pour la seconde et la totalité du système des fins pris dans son ensemble pour la dernière.
La troisième formule nous dit que la législation morale, à laquelle nous pensons souvent être contraints de l’extérieur, c’est en fait nous-mêmes qui en sommes les législateurs : c’est le concept clé d’autonomie de la volonté (le législateur appartient lui-même à la nature sur laquelle il légifère).

### L'autonomie de la volonté
Kant nous dit que « la législation universelle de la conduite, c’est la volonté de l’être raisonnable qui doit en être la législatrice ». Autrement dit, cela signifie que l’homme, en tant qu’être raisonnable, se donne à lui-même sa propre loi, bien que celle-ci ait valeur universelle. Il croit être contraint de l’extérieur par sa loi parce qu’il est en même temps un être sensible, soumis à des inclinations.
Ce principe est celui de l’autonomie de la volonté (l’être raisonnable est lui-même législateur), et il s’oppose à celui d’hétéronomie (la volonté cherche sa loi en dehors d’elle-même) qui, d’après Kant, est à l’origine de toutes les erreurs commises par les morales précédant la sienne.
Les morales basées sur l’hétéronomie de la volonté peuvent se distinguer entre morales fondées sur des principes empiriques et morales fondées sur des principes rationnels. Les premières se séparent entre morales fondées sur le sens moral, et morales fondées sur le bonheur personnel. Elles sont toutes deux basées sur un calcul (« l’arithmétique des plaisirs » comme diraient certains utilitaristes) et ne permettent pas de se rapporter à une mesure fixe. Les secondes se séparent entre morales fondées sur l’idée d’une perfection ontologique (perfection dans la nature), et morales fondées sur une perfection théologique (Dieu comme source du Bien). Les premières offrent une fin indéterminée (qu’est-ce en effet que la perfection ?) et les secondes sont impossibles, puisque la critique de la raison pure a montré l’impossibilité d’une connaissance métaphysique de Dieu (et donc du Bien en tant que Bien).
Cette distinction entre autonomie de la volonté et hétéronomie éclaire la phrase de Kant, dans laquelle il déclare que la philosophie n’a « ni dans le ciel ni sur la terre, de point d’attache ou de point d’appui ».
L’autonomie de la volonté est pour Kant le principe suprême de la morale.

### La liberté
Kant évoque le problème de la liberté dans au moins trois textes fondamentaux : la Critique de la raison pure (1781), les Fondements de la métaphysique des mœurs (1785), et la Critique de la raison pratique (1788). Il en fait la clef de voûte de son système.
Le problème de la liberté fait l'objet d'une antinomie de la raison pure dans la Critique de la raison pure. Kant la résout en montrant que la liberté est logiquement non-contradictoire si l’on distingue monde sensible et monde intelligible. Thèse et antithèse se résolvent alors en jugements subcontraires si l’on distingue bien deux plans différents (phénomènes et noumènes). Au niveau phénoménal, tout advient selon les lois de la nature, mais, au niveau des choses en soi, on peut envisager sans contradiction une causalité libre, indépendante de toute inclinaison sensible.
Enfin, la critique de la raison pratique distingue dans la liberté une part de libre-arbitre, qui consiste pour l’homme à opter pour ou contre la loi morale. La liberté est une idée transcendantale pratiquement vérifiée et réalisée, mais elle fait également l’objet d’un postulat de la raison pratique. Ce postulat de la raison pratique insiste sur l’idée de liberté comme confiance dans ma puissance  de produire ici bas la vertu, préparant par là l’avènement du souverain bien. Ce postulat tranche avec la liberté conçue comme propriété de l’agent moral nouménal, en inscrivant dans le temps cette idée de liberté comme effort. La doctrine de la vertu définit ainsi la vertu comme le courage moral avec lequel nous résistons aux penchants de la nature sensible pour n’obéir qu’à la seule loi morale.

## Le souverain bien
La volonté de l'homme doit être soumise uniquement à la loi morale, qui doit être suivie pour elle-même et s'impose à nous sous la forme de l'impératif catégorique. La soumission au devoir (moralité) s'impose à nous en tant que nous sommes des êtres raisonnables ; mais nous sommes également des êtres sensibles, et par là même avons une inclination naturelle à rechercher notre propre bonheur. La question que se pose alors Kant est la suivante  : comment concevoir la synthèse de la vertu et du bonheur, c'est-à-dire le souverain bien?
Kant commence l'étude du concept de souverain bien en montrant l'erreur commise par les stoïciens et par les épicuriens. Leur erreur commune a été de chercher un rapport analytique, un lien nécessaire entre vertu et bonheur dans le monde sensible. Ainsi, pour l'épicurien, le bonheur lui-même est le souverain bien, et la vertu est la maxime à suivre pour l'acquérir (il est d'un homme sage de rechercher son propre bonheur). Au contraire, pour le stoïcien, le bonheur réside dans la seule conscience de sa vertu : l'homme sage est l'homme vertueux, qui contrôle ses passions — Sustine et abstine (en français : supporte et abstiens-toi).
Kant rejette ces deux conceptions : la conception épicurienne nous conduit à nier l'impératif catégorique au profit d'un simple impératif hypothétique (« Si tu veux le bonheur, agis d'après telle maxime ») ce qui ruine toute idée de moralité. La conception stoïcienne (qui fait du bonheur la conséquence de la vertu) oublie que, dans ce monde, des hommes non vertueux peuvent être heureux, tandis que des hommes vertueux peuvent être malheureux. 
Kant apporte la solution à ce problème dans l'Antinomie de la raison pratique. La conception épicurienne (la recherche du bonheur produit une intention vertueuse) est absolument fausse, mais la conception stoïcienne (l'intention vertueuse produit nécessairement le bonheur) n'est pas absolument fausse, mais seulement d'une manière conditionnelle. Effectivement, elle se révèlera vraie si je me rappelle que le monde sensible que je connais n'est que le monde des phénomènes, et qu'il existe aussi un monde suprasensible : le monde des noumènes, dont nulle connaissance ne nous est possible. 
La solution de Kant va donc s'inscrire dans une perspective chrétienne : le concept de souverain bien nécessite d'admettre l'existence d'un autre monde, dans lequel la synthèse de la vertu et du bonheur sera effectuée, formant ainsi le souverain bien. Ainsi, la soumission au devoir (vertu) ne conduit pas systématiquement l'homme au bonheur sur cette terre, mais elle l'en rend digne. 
Cette conception va conduire Kant à trois postulats : la liberté, l'immortalité de l'âme et l'existence de Dieu. Dieu n'est donc pas nécessaire pour fonder la morale, il ne détermine pas le bien et le mal, mais assure la synthèse de la vertu et du bonheur dans un jugement : Dieu est un être moral.

## Les postulats de la raison pratique
Ils sont au nombre de trois et ils ont été établis dans la Dialectique de la Critique de la raison pure : 
- La liberté (postulat cosmologique) ;
- l'immortalité de l'âme (postulat psychologique) ;
- l'existence de Dieu (postulat théologique).

Selon Kant, ces trois concepts sont des postulats. En effet il est impossible de démontrer positivement leur existence. La Critique de la raison pure avait ainsi conclu à la possibilité de la liberté humaine, sans pouvoir en prouver l'existence, et avait montré l'impossibilité d'une quelconque preuve de l'existence de Dieu. La Critique de la raison pratique, voit dans la loi morale un fait de la raison pratique.
Kant écrit « il est moralement nécessaire d'admettre l'existence de Dieu » . Dieu n'est pas pour nous un objet de connaissance, mais une croyance, une idée régulatrice qui assure la synthèse de la vertu et du bonheur dans l'autre monde.
L'immortalité de l'âme est nécessaire à l'homme pour qu'il s'élève, dans un progrès indéfini, vers la sainteté.
Enfin, la liberté est le fondement même de la moralité, la clé de voute de la morale kantienne : la liberté est une idée transcendantale pratiquement vérifiée. Nous sommes libres quand nous sommes moraux, c'est-à-dire lorsque nous agissons par devoir et non selon des inclinations sensibles, rompant ainsi par la raison avec le déterminisme naturel auquel nous appartenons.

## Philosophie du droit
La « philosophie du droit » est, selon Kant, l'une des branches de la philosophie pratique. Même une action « juridique », c’est-à-dire conforme à la morale, n’est pas motivée par la recherche de la morale. Elle est « hétéronome ». Kant expose ses thèses à ce sujet dans la Doctrine du droit, première partie de la Métaphysique des mœurs.

## Philosophie politique
La philosophie politique de Kant est elle-même une branche de la philosophie pratique. 
De nombreuses dissertations (Vers la paix perpétuelle, Idée d'une histoire universelle d'un point de vue cosmopolitique, etc.) et certains passages de ses grands ouvrages ont permis de dégager une pensée politique kantienne bien particulière, malgré le fait qu'elle soit peu éloignée du courant des Lumières françaises de l'époque.
Pour Kant, l'homme doit se réaliser en tant qu'individu rationnel dans la société, et doit assurer le plein épanouissement de chacun.
Dans son essai Qu'est-ce que les Lumières ?, Kant fait l'apologie de la liberté d'expression en tant que nécessité au progrès humain.